# ائتلاف كبير

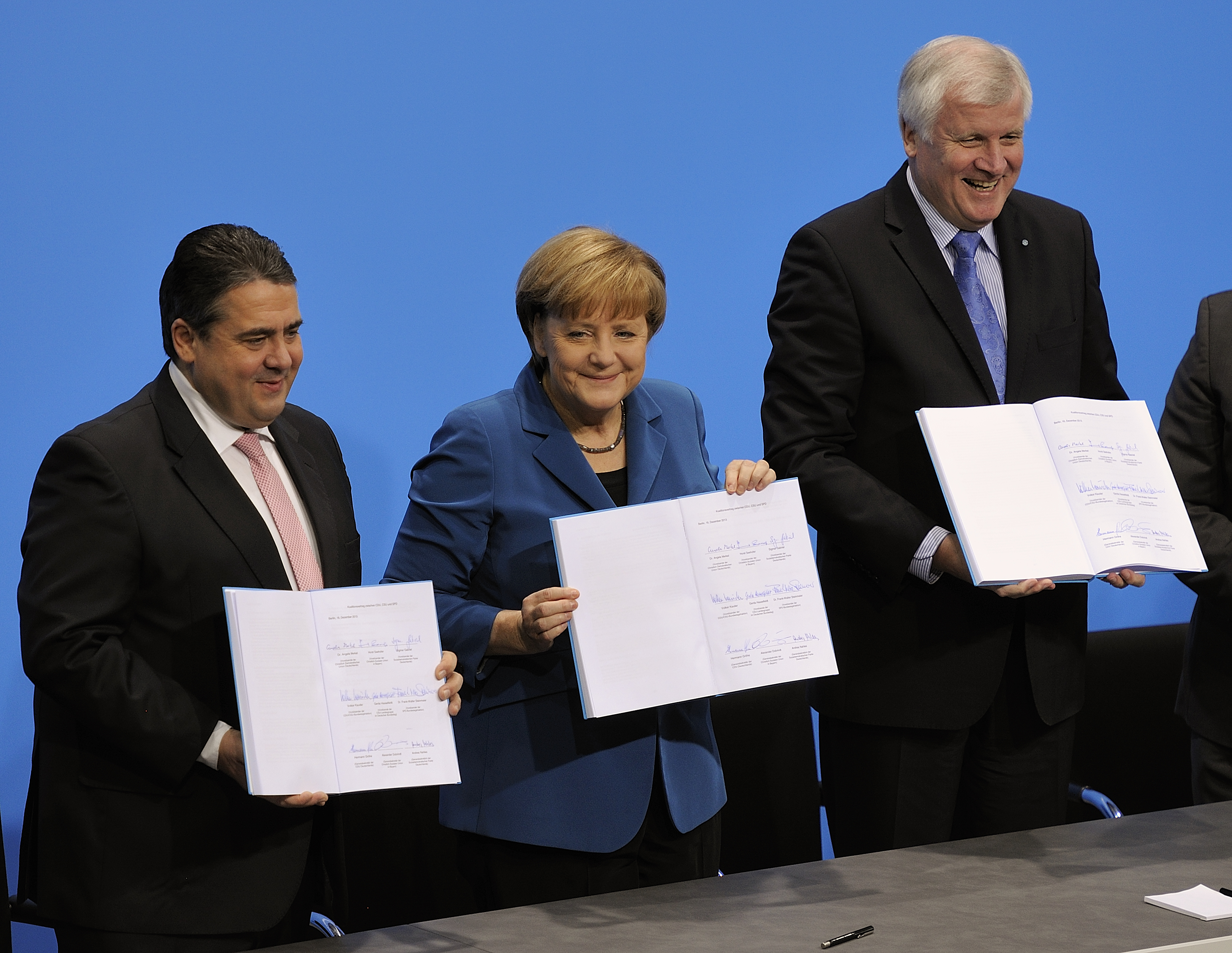

الائتلاف الكبير هو تنظيم يتكون في النظم البرلمانية متعددة الأحزاب ويتحد فيه أكبر حزبين سياسيين مختلفين في الأيدولوجيات السياسية في شكل حكومة ائتلافية. ويشيع استخدام هذا المصطلح في الدول التي يكون فيها حزبان مهيمنان ولهما توجهات أيدولوجية مختلفة، بالإضافة إلى عدد من الأحزاب الصغيرة التي تتخطى حد الانتخاب اللازم لضمان تمثيلها في البرلمان. ويسعى الحزبان الكبيران إلى ضمان الحصول على عدد كافٍ من المقاعد في أي انتخابات ليستأثرا بحكومة الأغلبية وحدهما. وفي حال فشل هذه المساعي، يعمل الحزبان على تشكيل ائتلاف مع الأحزاب الصغيرة التي تحمل نفس التوجه الأيدولوجي. فنظرًا لأن الحزبين الكبيرين يختلفان عادةً حول المسائل الأيدولوجية الهامة، ويبدوان دومًا في موقف المتنافسين، بل والعدوين أحيانًا، فإنهما يجدان صعوبة أكبر في الاتفاق على توجه مشترك لتشكيل حكومة تجمع بينهما بدلًا من التضامن مع الأحزاب الصغيرة.

## دواعي الائتلاف الكبير
تنشأ في بعض الأحيان ظروف تجعل الأحزاب المختلفة بطبيعتها تفضل تشكيل حكومة تجمع بينها. ومن الأمثلة على ذلك حدوث أزمة قومية، كالحرب أو الكساد، يشعر فيها الناس بالحاجة إلى استقرار ووحدة وطنية تتغلب على الاختلافات الأيدولوجية المعتادة. وينطبق ذلك بشكل خاص عندما يكون هناك اتفاق واسع النطاق حول أفضل سياسة للتعامل مع الأزمة. في هذه الحالة، قد يتكون ائتلاف كبير، حتى إذا كان أحد الحزبين لديه ما يكفي من المقاعد ليحكم وحده. ومن الأمثلة على ذلك ما تكوّن في المملكة المتحدة من حكومات وطنية أثناء الحرب العالمية الأولى وقبل وأثناء الحرب العالمية الثانية.
من الحالات الأخرى التي يُحتمَل فيها ظهور الائتلافات الكبيرة هي أن يكتشف الحزبان الكبيران أن ما يجمع بينهما من أمور مشتركة يفوق ما يجمع بينهما وبين الأحزاب الصغيرة، أو أن انقسام الأحزاب الصغيرة كبير على نحو لا يسمح باستقرار الائتلاف. وتُعَد النمسا أحد الأمثلة على ذلك، حيث شكَّل الحزبان الرئيسيان فيها - اللذان يمثلان اليسار واليمين - غالبًا ائتلافات كبيرة لضمان استمرار إقصاء اليسار المتطرف واليمين المتطرف عن الحكومة (وهذا مثال على ما يُعرَف بالفرنسية باسم cordon sanitaire، وترجمته الحرفية "نطاق الحجر الصحي"، ويعني منع فكر سياسي معين من الانتشار). ومن الأمثلة الأخرى أيضًا إسرائيل حيث أدى انقسام بعض الأحزاب الصغيرة وتشددها في بعض البرلمانات إلى سهولة تكوين أساس متسق لتشكيل ائتلاف كبير وليس ائتلافًا صغيرًا. ويكون الدافع وراء ذلك عادةً هو الضرورة السياسية للحيلولة دون إجراء انتخابات مبكرة.

## وصلات خارجية
- Gerd Strohmeier “Grand Coalitions - Political Reasons and Political Impacts”